# Alone (EP)
Pour les articles homonymes, voir Alone.
Albums de Sistar
So Cool
(2011) Loving U
(2012)
Singles
1. I Choose to Love You
Sortie : 19 janvier 2012
2. Alone
Sortie : 12 avril 2012

Alone est le premier mini-album du girl group sud-coréen Sistar. Il est sorti le 12 avril 2012.

## Liste des titres
| Liste des titres officielle | Liste des titres officielle                                             | Liste des titres officielle | Liste des titres officielle    | Liste des titres officielle | Liste des titres officielle | Liste des titres officielle | Liste des titres officielle | Liste des titres officielle | Liste des titres officielle |
| No                          | Titre                                                                   | Auteur                      | Producteur(s)                  | Durée                       |                             |                             |                             |                             |                             |
| --------------------------- | ----------------------------------------------------------------------- | --------------------------- | ------------------------------ | --------------------------- | --------------------------- | --------------------------- | --------------------------- | --------------------------- | --------------------------- |
| 1.                          | Come Closer                                                             | War of the Stars            | War of the Stars               | 0:58                        |                             |                             |                             |                             |                             |
| 2.                          | Alone (나혼자; Nahonja)                                                 | Brave Brothers              | Brave Brothers                 | 3:26                        |                             |                             |                             |                             |                             |
| 3.                          | No Mercy                                                                | Rovin                       | Rovin                          | 3:19                        |                             |                             |                             |                             |                             |
| 4.                          | Lead Me                                                                 | Two Sidekicks, Ice Mike     | Ice Mike                       | 3:41                        |                             |                             |                             |                             |                             |
| 5.                          | Girls On Top                                                            | Jo Seong-hwak, Rovin        | Rovin                          | 3:36                        |                             |                             |                             |                             |                             |
| 6.                          | I Choose to Love You (널 사랑하겠어; Neol Saranghagesseo) (Hyolyn solo) | Kim Chang-ki                | Kim Chang-ki                   | 3:31                        |                             |                             |                             |                             |                             |
| 7.                          | Alone (Instrumental)                                                    |                             | Brave Brothers, Kang Dong-chul | 3:25                        |                             |                             |                             |                             |                             |
| 21:53                       |                                                                         |                             |                                |                             |                             |                             |                             |                             |                             |

## Classement
| Classement               | Meilleure position |
| ------------------------ | ------------------ |
| Gaon Weekly album chart  | 3                  |
| Gaon Monthly album chart | 10                 |
| Gaon Yearly album chart  | 80                 |

### Ventes et certifications
| Classement (2012)   | Quantité       |
| ------------------- | -------------- |
| Gaon physical sales | Plus de 18 000 |

## Historique de sortie
| Pays         | Date          | Format           | Label                                     |
| ------------ | ------------- | ---------------- | ----------------------------------------- |
| Corée du Sud | 12 avril 2012 | Digital download | Starship Entertainment LOEN Entertainment |
| Corée du Sud | 17 avril 2012 | CD               | Starship Entertainment LOEN Entertainment |